# جكس (آن)
غيكس (بالفرنسية: Gex)‏ هي بلدية فرنسية تقع في إقليم الآن في فرنسا. رمز إنسي لها هو:1173. أما الرمز البريدي لها فهو: 1170.